# Nemi tavi hajók

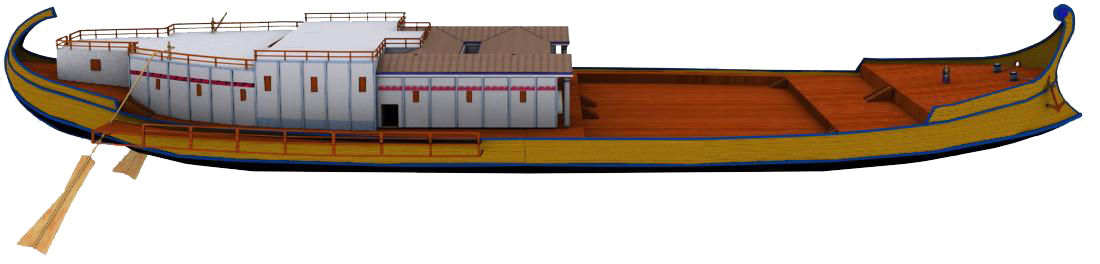
Az egyik Nemi tavi római hajó (rekonstrukció)

A Nemi tavi hajók avagy Caligula hajói alatt azon két luxushajót értjük, amelyet Caligula (37-41) építtetett és Néró bukásakor elsüllyesztették őket. Az egyik (71,3 × 20 m) Caligula császár és kísérete számára szolgált palotaként, a másikon (73 × 24 m) Diana-szentély kapott helyet. Mindkét hajó az ókori Róma műszaki ismereteibe engedett bepillantást, hiszen luxushajók lévén és a kor legnagyobb hajóiként felhasználták az ókori világ tudásának javát, többek között olyan általunk kevéssé ismert újításokat mint a csapágy (melyet addig Leonardo da Vinci találmányának hittek), szivattyú (görög), csővezeték zárócsappal, hypocaustum (talajfűtés), padlómozaikok, padlófűtés, vízmerítő, mozgótengelyű horgony, különleges hajóépítési módszerek (méreteinél fogva) és sok minden más. Egyesek azt is feltételezik, hogy a jó állapotban megmaradt szegeket eredetileg galvanizálhatták.
A leletekről a környékbelieknek évszázadok óta tudomása volt, és már a reneszánsz óta próbálkoztak kiemelésükkel. A megmentésüknek nagy löketett adott a tó partján feltárt Diana kultuszhely, ill. a roncsok helyének pontos meghatározása. A modern feltárások 1927 és 1932 között folytak, Mussolini és a fasiszta rendszer támogatásával. A vízszint csökkentését is az ókori csatorna felhasználásával oldották meg. A jó állapotban megmaradt hajókat a tó partján felépített múzeumban helyezték el, azonban a második világháború végén a németek kivonulásukkor felgyújtották a páratlan leletegyüttest. Egyesek szerint a tragédiáért azonban a szövetségesek ágyútüze a felelős.

## Külső hivatkozások
- Caligula úszó palotái
- Nemi hajók
- Lake Nemi Roman Ship Reconstruction Project
- A roncsok megmentése